# Petchia africana
Petchia africana är en oleanderväxtart som beskrevs av A.J.M. Leeuwenberg. Petchia africana ingår i släktet Petchia och familjen oleanderväxter. Inga underarter finns listade i Catalogue of Life.